# Maicon Pereira de Oliveira
Maicon Pereira de Oliveira (Río de Janeiro, 8 de mayo de 1988 - Donetsk, 8 de febrero de 2014), más conocido como Maicon, fue un jugador de fútbol brasileño que desempeñó gran parte de su carrera en Ucrania en la posición de delantero.

## Trayectoria

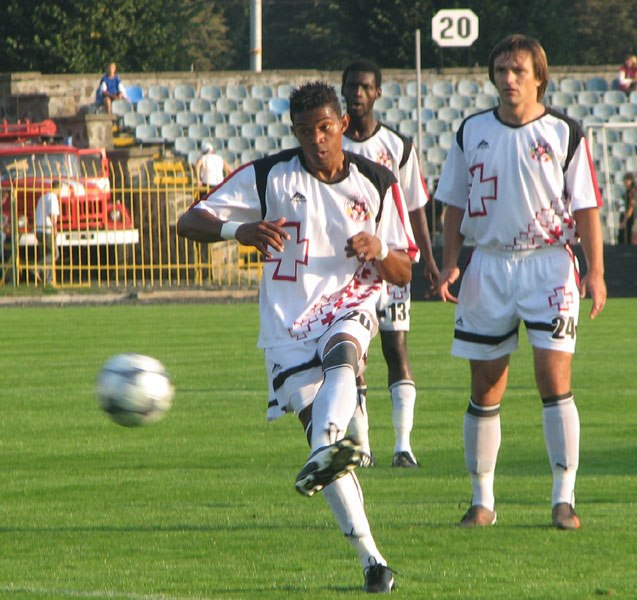
Maicon en 2009

Tras pasar por las filas de los equipos juveniles del Fluminense FC, Clube de Regatas do Flamengo, y ya del primer equipo del Atlético Mogi, Maicon fichó por el FC Volyn Lutsk ucraniano. En su primera temporada en el club marcó 13 goles en los 18 partidos que jugó en la Persha Liha, guiando al club a jugar la promoción de ascenso a la Liga Premier de Ucrania tras finalizar en segunda posición. En su segunda temporada no fue capaz de mantener su totalidad de goles de la campaña anterior, y aun habiendo marcado una tripleta en copa, Maicon fue cedido al Steaua de Bucarest rumano con opción de compra el 21 de febrero de 2011 para jugar la segunda parte de la temporada.
El 13 de abril de 2011, en su segundo partido con el Steaua, marcó su primer y único gol con el club, en una victoria contra en Liga I contra el FC Oțelul Galați. Finalmente al terminar la temporada, volvió al FC Volyn Lutsk. Esta temporada fue más exitosa que las dos anteriores en el club, ya que marcó 14 goles en 24 partidos jugados en liga, y cinco goles en cuatro partidos de copa. Además, junto a Yevhen Seleznyov, fue el máximo goleador de la Liga Premier de Ucrania. Tras esta temporada, el FK Shajtar Donetsk se fijó en él y acabó fichándole en el mercado de verano de 2012.
El 4 de septiembre, el club anunció que Maicon se uniría al FC Zarya Lugansk en calidad de cedido para los próximos seis meses. Hizo su debut con el equipo el 15 de septiembre de 2012 contra el FK Shajtar Donetsk, partido que perdió el Zarya por 3-0. Tras finalizar los seis meses de cesión, Maicon volvió al FK Shajtar Donetsk. En 2013, el club volvió a cederlo, esta vez al FC Illichivets Mariupol, donde marcó tres goles en diez partidos jugados.

## Muerte

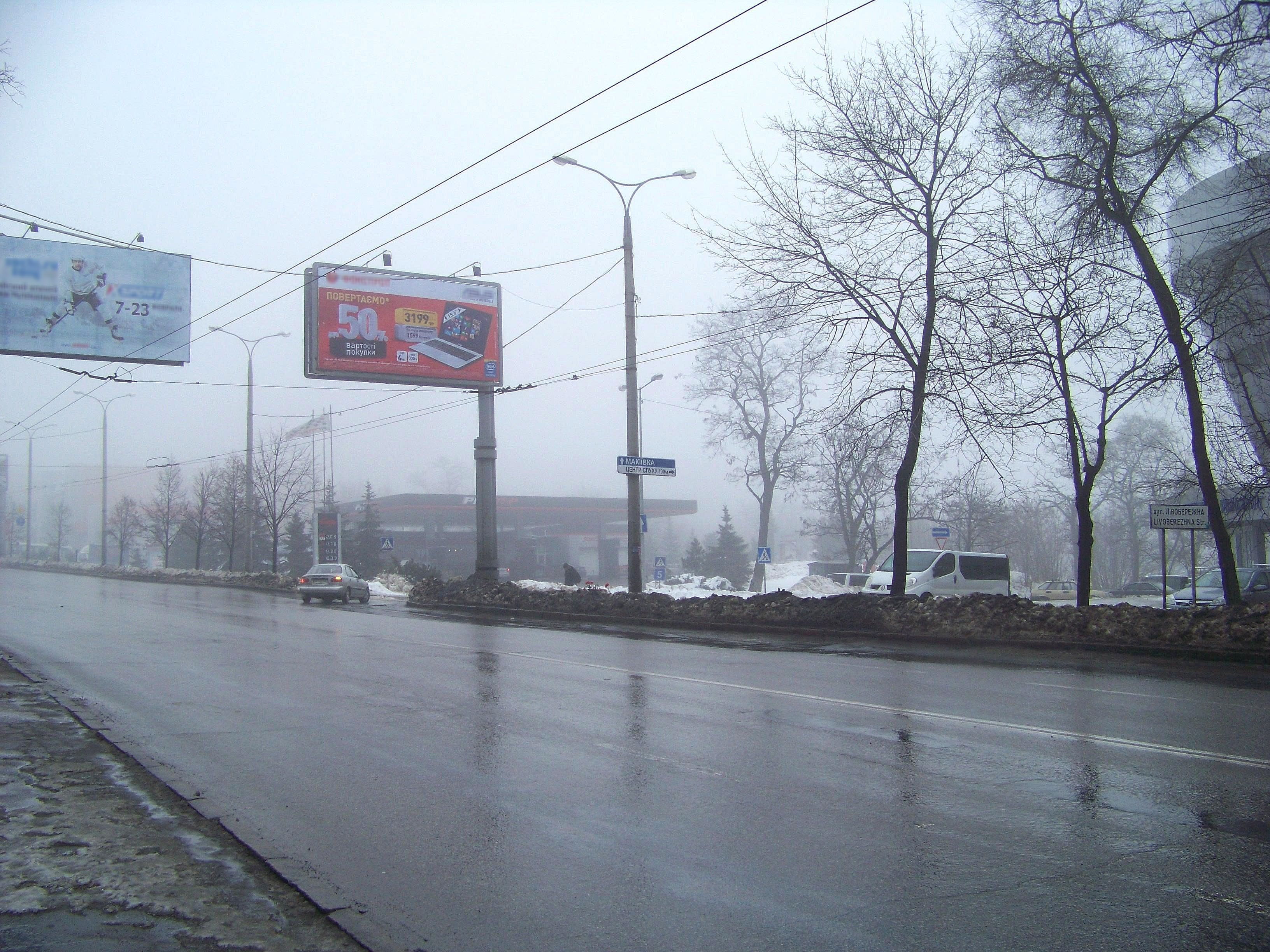
Lugar del accidente en Donetsk. La foto fue tomada el 10 de febrero de 2014 (dos días después del accidente).

En febrero de 2014, el Illichivets Mariupol estaba llevando a cabo su entrenamiento de invierno en Turquía, donde el 6 de febrero jugó el último partido amistoso contra el equipo polaco Górnik Zabrze. Maicon pasó la primera mitad en el campo, pero el equipo ucraniano perdió 2-1. Este resultó ser el último partido de Maicon. El 7 de febrero, el equipo regresó a Ucrania, donde se le dieron tres días para descansar.
A la mañana siguiente, el 8 de febrero alrededor de las 4 de la mañana, mientras regresaba a casa en su Hyundai Elantra cerca del Hospital Kalinin en Donetsk en prospekt Illicha (Avenida Illich), Maicon intentó adelantar a un vehículo que estaba señalizando para girar hacia una gasolinera, al invadir el carril contrario, colisionó frontalmente con un Škoda Superb que avanzaba correctamente. Tras el impacto, su vehículo chocó contra un poste. Maicon murió en el acto, posiblemente debido a una fuerte lesión craneal al golpear con su cabeza contra un soporte, mientras el otro conductor ingresó al hospital en estado crítico.
Una posible causa de la muerte fue una lesión en el cráneo al impactar con la cabeza contra un soporte. La velocidad estimada del Hyundai era de aproximadamente 110 km/h en el momento del choque. Lo más probable es que Maicon regresara del club nocturno "Litsa" (en ruso: Лица), donde fue visto con Alex Teixeira, Fred y Douglas Costa. El club confirmó la noticia del fallecimiento en un comunicado oficial esa mañana.
El Shakhtar calificó al brasileño, de 25 años, como una "persona maravillosa". "Era un futbolista talentoso, abierto y amable", añadió el club. "Es un duelo terrible para todos nosotros".
Maicon estuvo cedido en el Illichivets Mariupol de la liga ucraniana hasta el final de la temporada. En 2012, fichó por el Shakhtar Donetsk con la libertad del Volyn Lutsk, equipo ucraniano, y disputó seis partidos, anotando un gol. El Shakhtar declaró que su contrato se pagaría íntegramente a su familia, ya que tenía una hija de 7 años y padres ancianos.

## Clubes
| Club                             | País    | Año         | Partidos | Goles |
| -------------------------------- | ------- | ----------- | -------- | ----- |
| Atlético Mogi                    | Brasil  | 2009        | 0        | 0     |
| FC Volyn Lutsk                   | Ucrania | 2009 - 2011 | 37       | 18    |
| Steaua de Bucarest (cedido)      | Rumania | 2011        | 8        | 3     |
| FC Volyn Lutsk                   | Ucrania | 2011 - 2012 | 28       | 19    |
| FK Shajtar Donetsk               | Ucrania | 2012        | 4        | 1     |
| FC Zarya Lugansk (cedido)        | Ucrania | 2012 - 2013 | 4        | 0     |
| FK Shajtar Donetsk               | Ucrania | 2013        | 2        | 0     |
| FC Illichivets Mariupol (cedido) | Ucrania | 2013 - 2014 | 10       | 3     |

## Palmarés

### Campeonatos nacionales
| Título                  | Club               | País    | Año  |
| ----------------------- | ------------------ | ------- | ---- |
| Copa de Rumania         | Steaua de Bucarest | Rumania | 2011 |
| Liga Premier de Ucrania | FK Shajtar Donetsk | Ucrania | 2012 |
| Liga Premier de Ucrania | FK Shajtar Donetsk | Ucrania | 2013 |
| Copa de Ucrania         | FK Shajtar Donetsk | Ucrania | 2012 |
| Supercopa de Ucrania    | FK Shajtar Donetsk | Ucrania | 2012 |
| Supercopa de Ucrania    | FK Shajtar Donetsk | Ucrania | 2013 |

### Distinciones individuales
| Título                                           | Club           | País    | Año  |
| ------------------------------------------------ | -------------- | ------- | ---- |
| Máximo goleador de la Liga de Ucrania (14 goles) | FC Volyn Lutsk | Ucrania | 2012 |